# امور دوزخی
امور دوزخی یا اعمال شیطانی (انگلیسی: Infernal Affairs) یک فیلم هنگ کنگی در ژانر جنایی و درام به کارگردانی اندرو لاو و آلن مک محصول سال ۲۰۰۲ است. فیلم مارتین اسکورسیزی به نام جدامانده که در سال ۲۰۰۶ اسکار بهترین فیلم را برد، بازسازی این فیلم است.

## بازیگران
- اندی لاو
- تونی لیانگ
- آنتونی وانگ
- اریک تسانگ
- ادیسون چن
- شان یوئه
- دیان لام
- سامی چنگ
- برگ نگ
- کلی چن
- چاپمن تو
- گوردون لام
- عثمان هونگ

## پخش
هنگامی که یان و  وونگ در آسانسور منتظر هستند، پیشخوان دیجیتالی آسانسور از طبقه 4 عبور می کند.  در چین و هنگ کنگ ، عدد 4 یک عدد نحس قلمداد می شود زیرا شبیه کلمه مرگ است.

## بازسازی
مارتین اسکورسیزی، کارگردان فیلم جدامانده محصول سال ۲۰۰۶، ادعا می کند که وی در ساخت فیلمش، فیلم امور دوزخی را بازسازی نکرده و در حین فیلمبرداری از آن بی اطلاع بوده است.

## دستاوردها
این فیلم به عنوان بهترین فیلم خارجی زبان در هنگ کنگ در هفتاد و هفتمین دوره جوایز اسکار انتخاب شده بود اما نامزد نشد.

## اشتباهات فیلم
- تاریخ تولد "چان وینگ یان" در پرونده شغلی الکترونیکی او 23 نوامبر 1970 است ، اما روی سنگ قبر او 25 اکتبر 1966 است.

- هنگامی که وونگ کشته شد ، قسمت بالای تاکسی فروریخته بود ، اما در صحنه بعدی ، قسمت بالای تاکسی آسیب ندیده و سالم بود. همچنین در این صحنه ، لکه خون در دهان او بین عکس ها تغییر می کند.

- هنگام افتادن وونگ روی تاکسی ، سیم ها به وضوح روی شیشه جلو دیده می شوند.[۵]